# Yawning Man
Gli Yawning Man sono un gruppo rock californiano, formato nel 1986 da Gary Arce, Alfredo Hernández, Mario Lalli e Larry Lalli.
La loro musica è influenzata dal jazz, dall'hard rock, dalla psichedelia e dal punk ed è stata all'origine dello Stoner rock.

## Storia del gruppo
Il gruppo si forma dopo lo scioglimento degli Across the River, nel 1986, prendendo il nome da un personaggio presente nel film Le meravigliose avventure di Pollicino.
Gli Yawning Man cominciano ad esibirsi durante diversi generator party, feste organizzate in mezzo al deserto dove generatori diesel venivano utilizzati per alimentare gli amplificatori e permettere alle band di suonare. Artisti della scena stoner rock come John Garcia, Josh Homme e Brant Bjork assistono a questi concerti e ne rimangono fortemente influenzati.
Gli Yawning Man inizialmente non pubblicano registrazioni, ma incidono due demo inedite. Nell'ultimo album dei Kyuss, ...And the Circus Leaves Town, uscito nel 1995, è possibile ascoltare una cover degli Yawning Man: Catamaran.
Passano diversi anni prima dell'uscita del loro primo LP, durante i quali Mario e Larry Lalli daranno vita ad un altro gruppo, i Fatso Jetson, con la sporadica collaborazione di Gary Arce. Gli Yawning Man si dedicheranno ad un altro progetto dalle sonorità jazz mischiate al punk, i Sort Of Quartet, che li tiene occupati per metà degli anni novanta.
Il loro primo album, Rock Formations, esce solo nel 2005 per l'etichetta spagnola Alone Records, seguito qualche mese dopo dall'EP Pot Head. Quest'ultimo non vede tuttavia la partecipazione di Mario Lalli, che viene sostituito da Billy Cordell. I due album vengono poi ripubblicati insieme nel doppio LP Vista Point del 2008.
Nel 2009 gli Yawning Man pubblicano The Birth of Sol Music, un doppio CD contenente ventiquattro brani provenienti dalle due demo incise tra il 1986 e il 1988. Gary Arce intanto si dedica ad un altro progetto musicale chiamato Echo Friendly Approach, con Billy Cordell al basso e Bill Stinson alla batteria.
Nell'aprile del 2010 esce il loro terzo album, Nomadic Pursuits, a cui partecipano i membri originali della band, con conseguente tour europeo.
Nel 2011 tornano in Europa, questa volta con Bill Stinson alla batteria.
Nel 2013 appaiono in un altro tour europeo insieme ai Fatso Jetson, con i quali pubblicano uno split EP.
A febbraio 2015 si esibiranno di nuovo in un tour nel vecchio continente, sempre insieme ai Fatso Jetson.

## Yawning Sons
Gli Yawning Sons sono il risultato della collaborazione tra gli Yawning Man e la band inglese Sons of Alpha Centauri. Pubblicheranno due album, Cerimony to the Sunset nel 2009 e WaterWays nel 2011.

## Formazione

### Formazione attuale
- Gary Arce - chitarra (1986 - presente)
- Mario Lalli - basso chitarra (1986 - presente)
- Bill Stinson - batteria (2011, 2013, 2014)
- Dino Lalli - chitarra

### Ex componenti
- Alfredo Hernandez - percussioni, batteria (1986 - 2011)
- Larry Lalli - chitarra, basso
- Billy Cordell - basso (2005-2012)
- Greg Saenz - batteria (2011-2012)
- Randy Reantaso - percussioni
- Jerrod Elliott - percussioni

## Discografia

### Album
- 2005 - Rock Formations
- 2010 - Nomadic Pursuits
- 2016 - Historical Graffiti
- 2018 - The Revolt Against Tired Noises
- 2019 - Macedonian Lines
- 2023 - Long Walk of the Navajo

#### Yawning sons
- 2009 - Cerimony to the Sunset
- 2011 - WaterWays

### EP
- 2005 - Pot Head
- 2013 - Yawning Man & Fatso Jetson

### Raccolte
- 2007 - Vista Point
- 2009 - The Birth of Sol (The Demo Tapes)

### DVD
- 2005 - Live at W2 Den Bosch. Netherlands